# Fort Colville

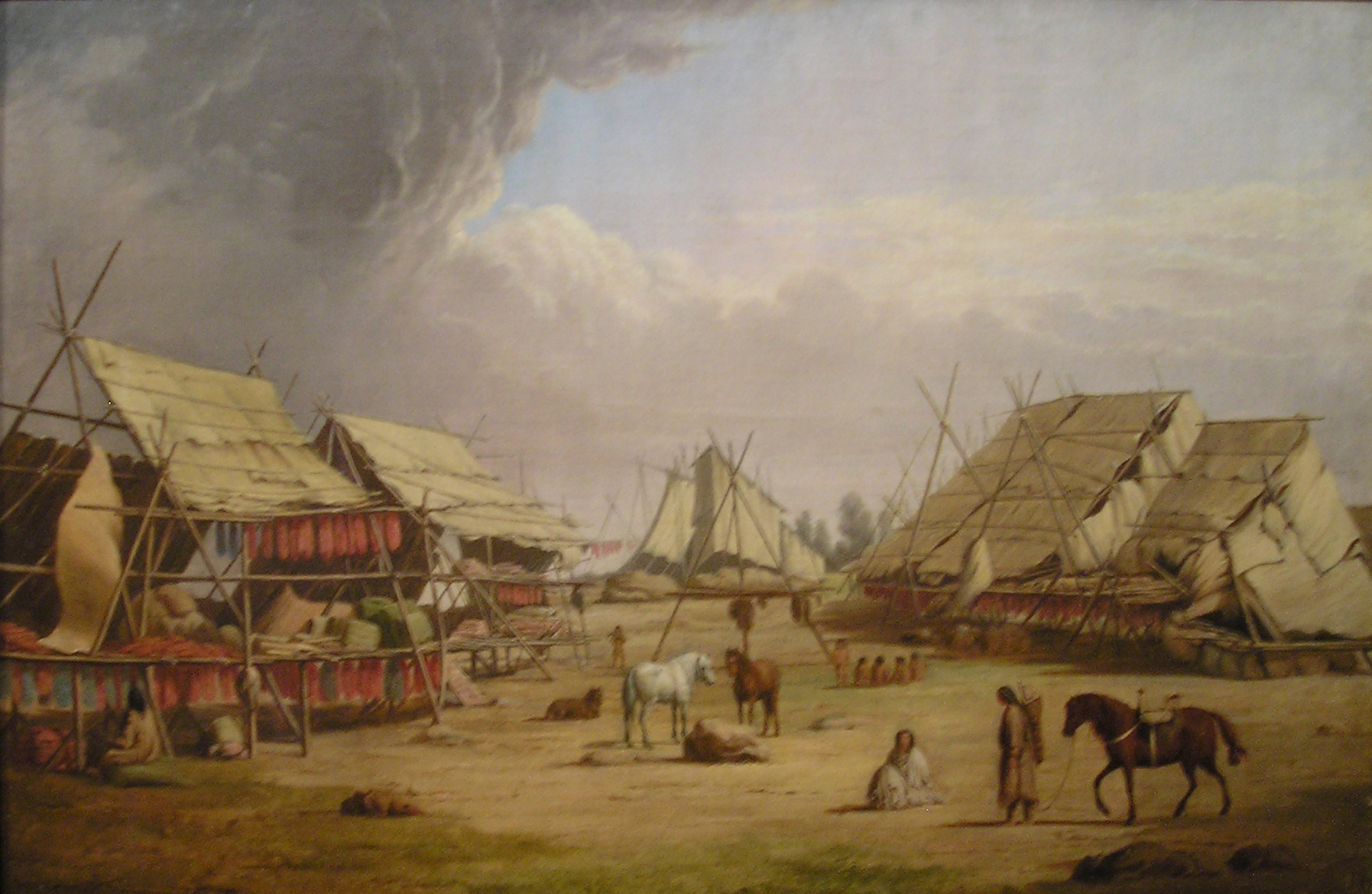
Acampamento indígena no Fort Colville por Paul Kane.

O centro de comércio Fort Colville (também "Colvile") foi construído pela Companhia da Baía de Hudson em Kettle Falls às margens do rio Columbia, a poucas milhas a oeste da atual localização de Colville, Washington em 1825. Recebeu esse nome em homenagem a Andrew Colville, um governador de Londres da Companhia da Baía de Hudson.  Como um forte da Baía de Hudson na fronteira, Fort Colville era considerado o segundo em importância perdendo apenas para o Fort Vancouver, próximo da foz do Columbia.  Abandonado em 1870, alguns edifícios resistiram até serem incendiados em 1910. A construção da Represa Grand Coulee inundou o local juntamente com Kettle Falls em 1940. O lago Roosevelt  foi dragado para a construção da terceira turbina da Represa Grand Coulee no final da década de 1960 e início da 70, revelando as quedas e o local do antigo Fort Colville, onde o trabalho arqueológico foi realizado pela Universidade do Estado de Washington e a Universidade de Idaho.